# Simon Bodenmann
Simon Bodenmann (ur. 2 marca 1988 w Urnäsch) – szwajcarski hokeista, reprezentant Szwajcarii, dwukrotny olimpijczyk.

## Kariera
- Kloten U20 (2003-2008)
- Kloten Flyers (2007-2015)
  -  EHC Winterthur (2008)
  -  Schweiz U-20 (2008)
- SC Bern (2015-2018)
- ZSC Lions (2018-2022)

Wychowanek EHC Winterthur. Zawodnik Kloten Flyers w lidze NLA. W listopadzie 2011 przedłużył kontrakt o trzy lata. Pod koniec sierpnia 2014 podpisał trzyletni kontrakt z klubem SC Bern, obowiązujący od sezonu 2015/2016. Na początku listopada 2017 podpisał czteroletni kontrakt z ZSC Lions, ważny od sezonu 2018/2019. W sierpniu 2018 przeszedł do ZSC Lions.
W 2010 został reprezentantem Szwajcarii. Uczestniczył w turniejach mistrzostw świata w 2013, 2015, 2017 oraz zimowych igrzysk olimpijskich 2014, 2018.

## Sukcesy
Reprezentacyjne
- Awans do mistrzostw świata do lat 18 Elity: 2006
- Srebrny medal mistrzostw świata: 2013

Klubowe
- Złoty medal mistrzostw Szwajcarii: 2016, 2017 z SC Bern